# جان دی
جان دی (انگلیسی: John Dee؛ زاده ۱۳ ژوئیهٔ ۱۵۲۷ درگذشته ۲۶ مارس ۱۶۰۹) یک ریاضیدان، اخترشناس، متخصص علوم خفیه و امپریالیست و مشاور ملکه الیزابت اول بود. او بخش زیادی از زندگی خود را به مطالعه در زمینه کیمیا، فالگیری و فلسفه هرمسی گذراند.
جان دی دو جهان علم و جادو را با یکدیگر مخلوط می‌دانست و در هر دو زمینه تبحر داشت. او یکی از داناترین مردان زمان خود بود و در زمینه جبر در دانشگاه پاریس در دهه بیست سالگی تدریس می‌کرد. او در زمینه ریاضیات و اخترشناسی تبحر زیادی داشت و همچنین در تهیه نقشه از جهان بسیار مؤثر بود. نقشه‌های او تأثیر زیادی در سفرهای کشتیهای بریتانیا برای کشف سرزمین‌های جدید داشتند.

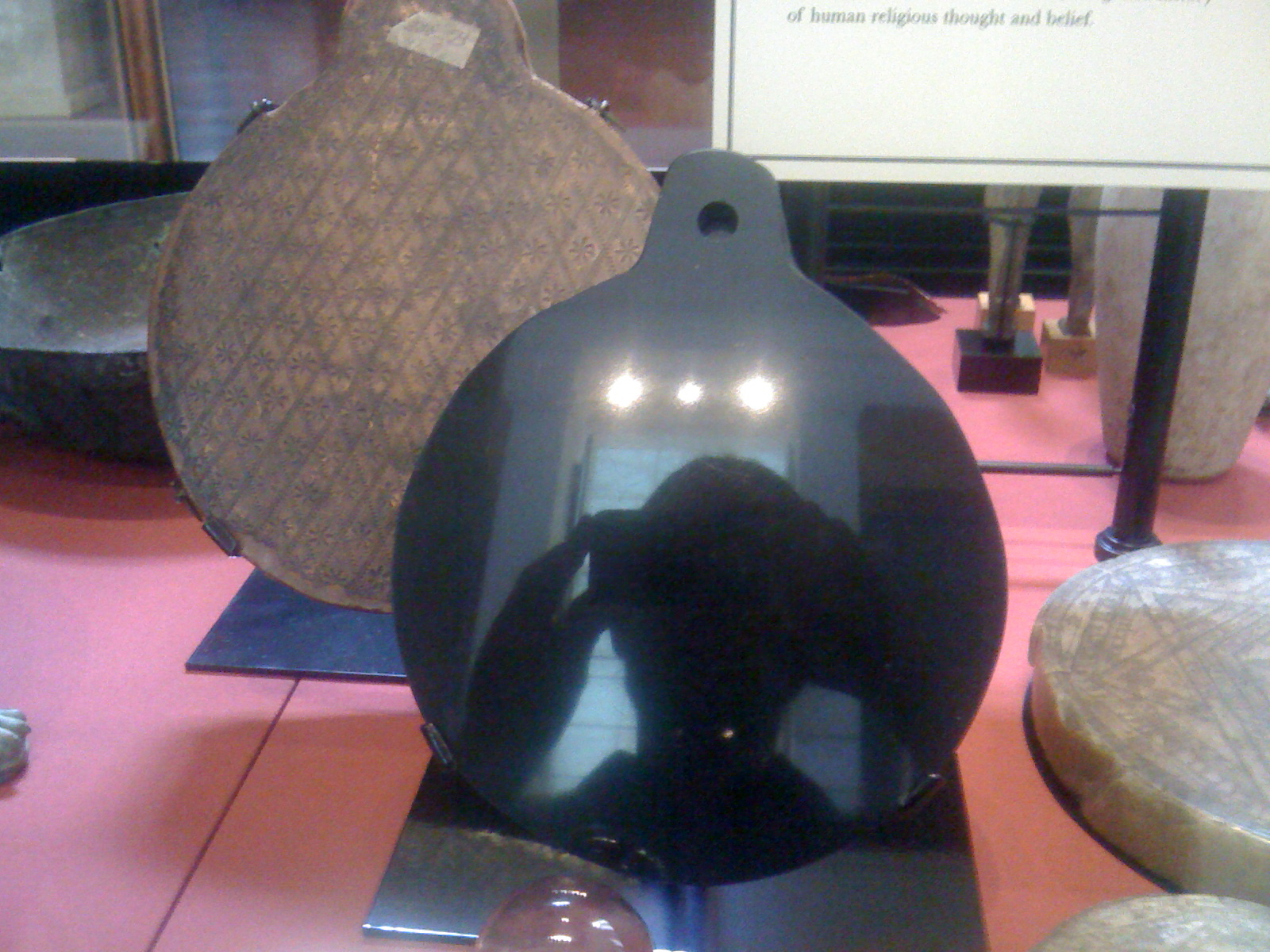
آیینه سیاه جان دی که برای ارتباط با فرشتگان استفاده می‌شد.

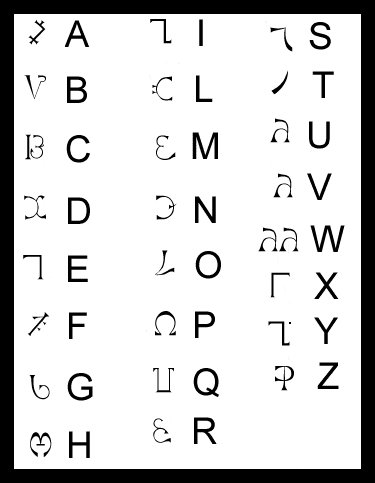
زبان انوشی که فرشته مدینی به جان دی آموخت.

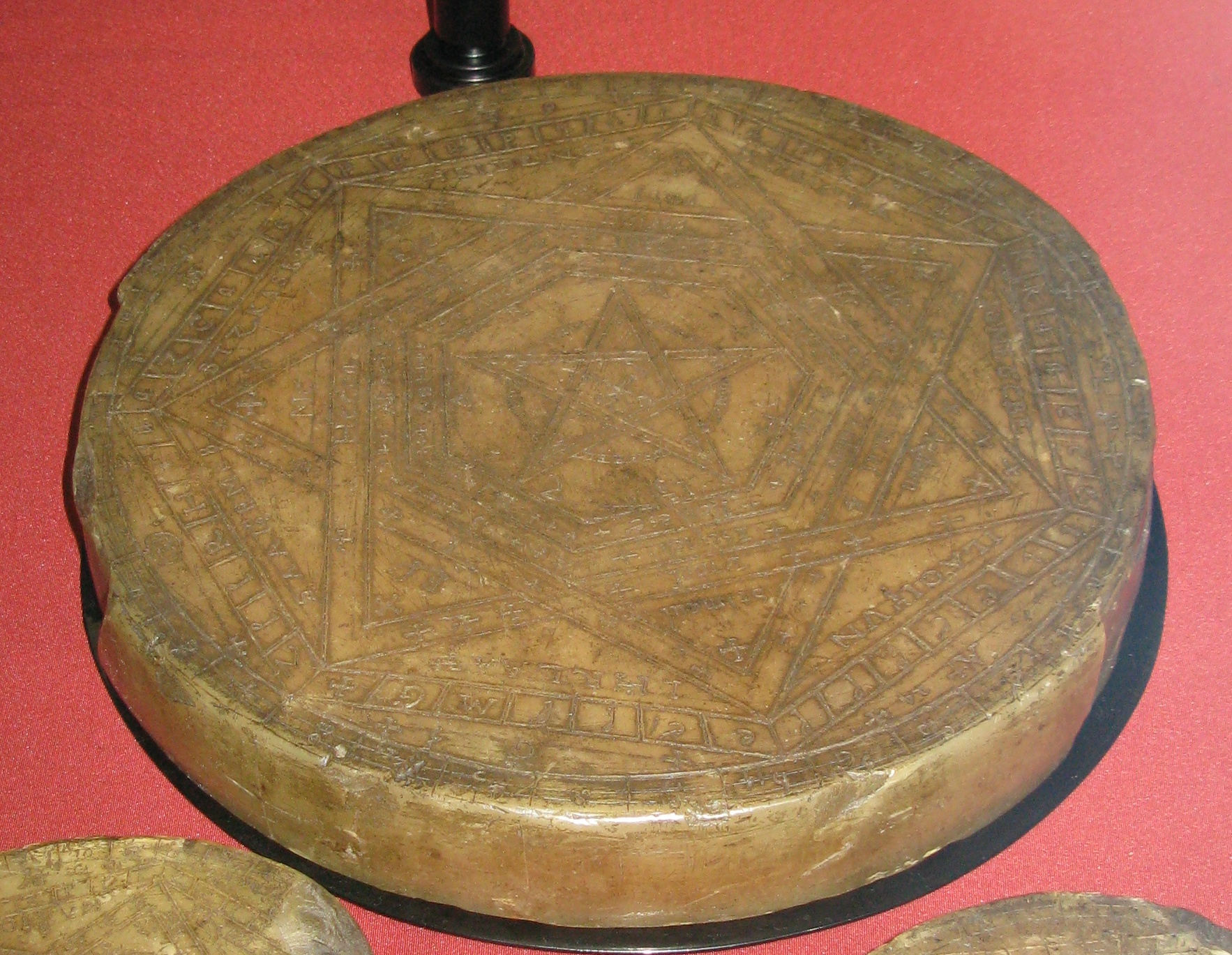
طلسم خداوند بر اساس جان دی.

در همین حین جان دی خود را در جهان جادو، اخترشناسی و فلسفه هرمسی غرق کرد. او بخش زیادی از زندگی خود را صرف تلاش برای ارتباط با فرشتگان و ارواح برای یادگیری زبان جهانی کرد که بتواند جهان را یکپارچه و متحد کند. او تفاوت زیادی بین علم ریاضی و جادو قائل نبود و او همه این تعالیم را در جهت یک هدف می‌دانست. در زمان خود او یکی از بزرگترین کتابخانه‌های انگلستان را دارا بود و تصمیمات او نقش مهمی در سیاست‌های بریتانیا داشتند.

## زندگی‌نامه
جان دی در لندن از یک خانواده ولزی به دنیا آمد. او تنها فرزند خانواده بود. او در سال ۱۵۳۵ به مدرسه کلمزفورد رفت و در بین سال‌های ۱۵۴۲ تا ۱۵۴۶ در کالج سنت جان در کمبریج تحصیل می‌کرد. تواناییهای او مورد توجه قرار گرفت و در کالج ترینیتی استخدام شد. در سال ۱۵۵۵ او به دلیل فعالیت‌های جادویی علیه ملکه دستگیر شد؛ ولیکن این مسئله کوتاه مدت بود. دی به ملکه انگلستان پیشنهاد کرد که کتابخانه‌ای برای حفظ کتاب‌های باارزش قدیمی ایجاد کند ولیکن ملکه به پیشنهاد او اهمیت نداد و او تصمیم به گسترش کتابخانه شخصی خود گرفت. کتابخانه دی آنچنان بزرگ و با اهمیت شد که در تمامی انگلستان کتابخانه‌ای مانند آن وجود نداشت. وقتی الیزابت اول در سال ۱۵۵۸ به حکومت رسید تاریخ تاجگذاری او بر اساس محاسبات جادویی جان دی تهیه شد. او در بین سال‌های ۱۵۵۰ تا ۱۵۷۰ مشاور ملکه بود و در سفرهای کشتیهای بریتانیا نقش زیادی داشت. او اولین کسی بود از واژه امپراطوری بریتانیا استفاده کرد و دیدگاه امپراطوری برای بریتانیا داشت. در سال ۱۵۶۴ او یک کتاب هرمسی نوشت که ارتباط زیادی با کابالا داشت.

## سنین بالاتر

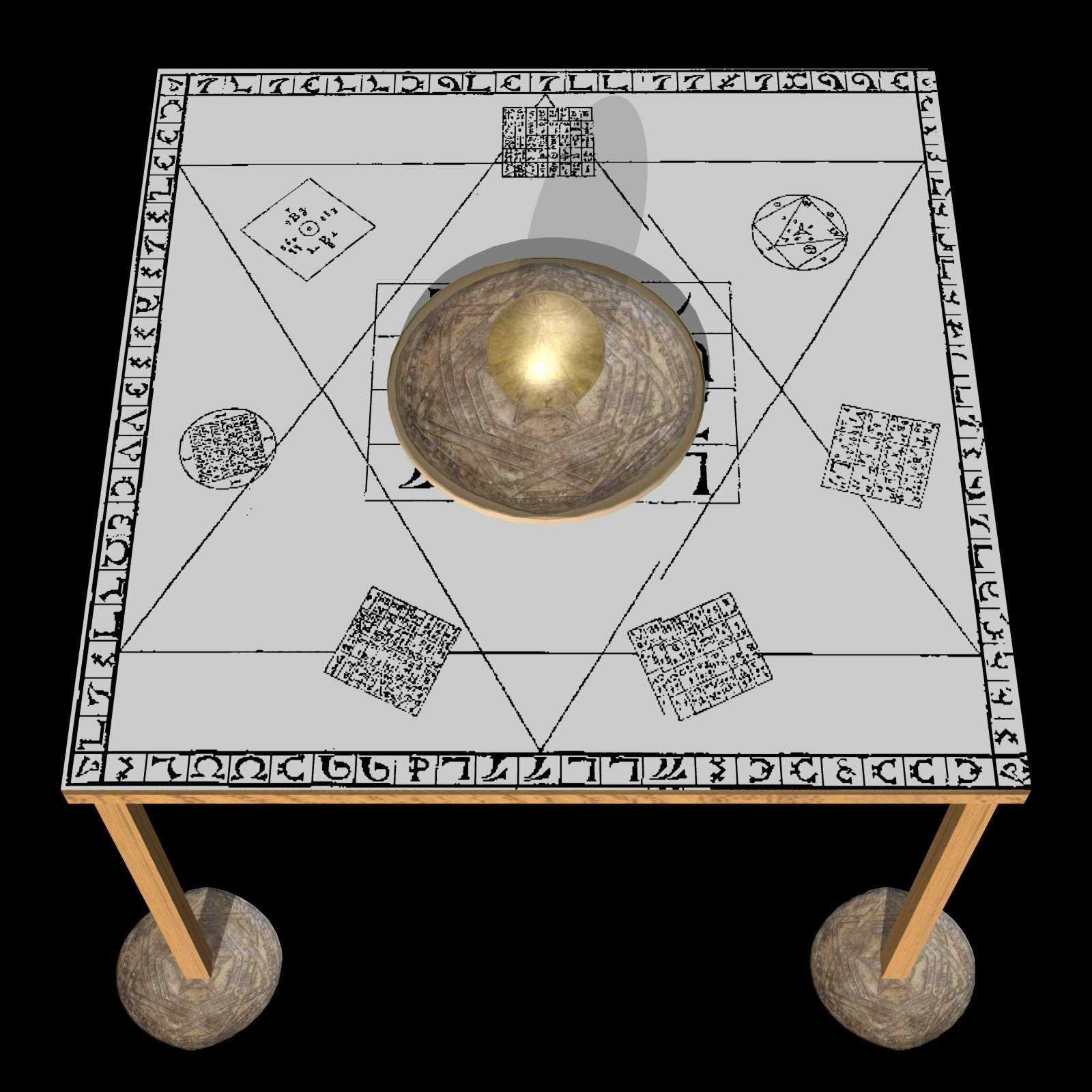
تصویر

در سال ۱۵۸۰ جان دی از پیشرفت خود در زمینهٔ یافتن حقیقت طبیعت راضی نبود. او از این زمان بیشتر به علوم خفیه روی آورد و تلاش کرد که با یک کریستال با فرشتگان و اجنه ارتباط برقرار کند. اولین تلاش‌های او موفقیت‌آمیز نبود. او به‌همین دلیل با ادوارد کلی همکار شد و کلی در آزمایش‌های ماوراءطبیعه به او کمک می‌کرد. این آزمایش‌ها با مقدمهٔ زیادی انجام می‌شد و دورهٔ زیادی برای روزه گرفتن و دعا قبل از اجرای آزمایش‌ها انجام می‌شد. جان دی اعتقاد داشت که سود زیادی از ارتباط او با فرشتگان نصیب تمامی مردم جهان خواهد شد. در این آزمایش‌ها دی گزارش داد که توانسته با یک فرشته به نام مدینی ارتباط برقرار نماید. مدینی به دی یک زبان جدید به نام زبان انوشی یاد داد که گفته بود زبان ارتباط با فرشتگان است. در سال ۱۵۸۳ دی با یکی از اشراف لهستان به نام آلبرت لاسکی ملاقات کرد و به درخواست او به لهستان رفت؛ ولیکن بعد معلوم شد که لاسکی ورشکسته است و دی و کلی به گشت در اروپا پرداختند. آن‌ها با سران زیادی ملاقات کردند و تلاش می‌کردند که آن‌ها را برای حمایت از تلاشهای خود برای ارتباط با فرشتگان متقاعد کنند. شاه لهستان به آن‌ها علاقه نشان داد ولی به دلیل مذهبی بودن در مورد این تلاشها دودل بود. در سال ۱۵۸۷ ادوارد کلی به جان دی گفت که فرشته‌ای به نام آوریل به او گفته‌است که آن دو مرد باید زنان خود را با یکدیگر تعویض کنند. کلی ممکن است این داستان را ساخته باشد تا ارتباطهای فرشتگان را پایان دهد. جان دی از این درخواست بسیار برآشفت ولیکن در انتها با آن موافقت کرد. بعد از این اتفاق با ادوارد کلی قطع رابطه کرد و دیگر او را ندید. جان دی در سال ۱۵۸۹ به انگلستان بازگشت.
پس از بازگشت متوجه شد که کتابخانه وی نابود شده‌ و بسیاری از وسائل او به غارت رفته‌است. دی از ملکه الیزابت اول درخواست کمک کرد و به کمک ملکه در کالج کرایست استخدام شد. سال‌های پایانی زندگی جان دی در فقر سپری شد و در سال ۱۶۰۸ یا ۱۶۰۹ در سن ۸۲ سالگی درگذشت.

## زندگی شخصی
جان دی دو بار ازدواج کرد و از این ازدواج‌ها، هشت فرزند داشت. اولین ازدواج او با کاترین کانستابل بود که در سال ۱۵۶۵ صورت گرفت. این ازدواج بدون فرزند در سال ۱۵۷۵ پایان یافت. در سال ۱۵۷۸ او با جین فروموند که ۲۳ ساله بود ازدواج کرد. او همان همسری بود که در نهایت با ادوارد کلی مورد تعویض قرار گرفت. جین در سال ۱۶۰۴ به‌دلیل بیماری در منچستر درگذشت. بزرگترین پسر او به‌نام آرتور دی نیز به کیمیا و فلسفهٔ هرمسی علاقه داشت و راه پدر خود را دنبال کرد.